# جذع لمفي وداجي
الجذع اللمفي الوداجي عبارة عن وعاء لمفاوي في الرقبة. يتكون من الأوعية التي تنبثق من العقد اللمفاوية العنقية العميقة العلوية وتتحد مع الأوعية الصادرة عن العقد اللمفاوية العنقية السفلية العميقة .
على الجانب الأيمن، ينتهي هذا الجذع عند تقاطع الأوردة الوداجية الباطنة وتحت الترقوة، والتي تسمى الزاوية الوريدية. على الجانب الأيسر ينضم إلى القناة الصدرية.